# William Eriksen
William Eriksen (4 febbraio 1909 – 10 marzo 1999) è stato un calciatore norvegese, di ruolo attaccante.

## Carriera

### Club
Eriksen giocò con la maglia dell'Odd.

### Nazionale
Conta una presenza per la Norvegia. Il 5 giugno 1932, infatti, fu schierato in campo nella sfida vinta per 3-0 contro l'Estonia.

## Palmarès

### Club

#### Competizioni nazionali
- Coppa di Norvegia: 1

Odd: 1931